# ヴィーナス (フランキー・アヴァロンの曲)
「ヴィーナス」 (Venus) は、1959年エド・マーシャルとピート・デ・アンジェリスが作詞作曲した楽曲。全米1位を5週間記録したフランキー・アヴァロンの代表作。ニューヨークで録音された作品でフランキーはこの曲でティーン・アイドルとしての地位を築いた。

## 解説
フランキー・アヴァロンはチャンセラー・レコードに在籍し1958年から"De de Dinah""Ginger breadなどのヒットをトップテン入りさせていた。ローマ神話で美と愛の神「ヴィーナス」に恋の成就を願う作品で,独特のロマンティックなムードで歌い,当時,出演していた「アメリカン・バンドスタンド」でも紹介し大ヒットにつながった。イギリスではディック・ヴァレンタイン盤が全英20位を記録した。1968年にはジョニー・マティス盤が全米111位を記録。1976年にはこの曲のディスコ・バージョンをアヴァロン自身が録音し全米46位を記録した。

## 主要なカヴァー
- Luis Aguile - （1958年）　※スペイン語によるカバー
- ベンチャーズ - （1962年）
- レターメン - （1965年）
- ジョニー・マティス - （1968年）